# Cộng hòa Xô viết Terek
Cộng hoà Xô viết Terek (Tiếng Nga: Терская Советская Республика) là một nước Cộng hoà Xô viết thuộc Cộng hòa Xã hội chủ nghĩa Xô viết Liên bang Nga.

## Lịch sử
Cộng hoà Xô viết Terek được thành lập vào tháng 3 năm 1918 trên lãnh thổ khu Terek cũ của Đế quốc Nga. Thủ đô của nước cộng hòa này được đặt ở Pyatigorsk, rồi sau đó là Vladikavkaz.
Chủ tịch của Hội đồng Xô viết Terek là E. S. Bodanov. Chủ tịch Hội đồng Dân ủy là S. G. Buachidze, Đảng viên Đảng cộng sản Nga (Bolshevik). Nhà kinh tế học Jacob Marshak làm Dân ủy Lao động. Sau khi Buachidze chết vào ngày 20 tháng 6 năm 1918, Yuri Pavlovich Pashkovski, thuộc Đảng Cách mạng Xã hội chủ nghĩa (cánh tả) lên thay. Tháng 8 năm 1918, Yuri Pashkovski lại bị giết chết. F. Kh. Bulle, người của Đảng Cộng sản Nga (Bolshevik) lên thay.
Từ tháng 7 năm 1918, Cộng hòa Xô viết Terek là một phần của Cộng hòa Xô viết Bắc Kavkaz. Bị lực lượng Bạch vệ giải thể vào năm 1919.